# Спаун (фільм)
«Спаун» (англ. Spawn) — американський фантастичний бойовик 1997 року, екранізація однойменного коміксу Тодда Макфарлейна, видавництва Image Comics.

## Сюжет
Ела Сімонса, солдата і вбивцю, зраджує голова таємного урядового агентства Джейсон Вінн. Вінн наказує своїй найкращій вбивці Джесіці Пріст «прибрати» Сіммонса. Після смерті, Сіммонс миттєво потрапляє в пекло, де Мелболгія, демон-правитель різних світів, пропонує йому операцію в стилі Фауста. Якщо Сіммонс погодиться стати вічним слугою Мелболгіі і генералом його армій під час Армагеддону, то йому дозволять повернутися на Землю щоб побачитися зі своєю коханою дружиною Вандою. Сіммонс погоджується, і диявол перетворює його в «Пекельне кодло» («Спауна») — слугу Мелболгіі в костюмі з некроплазми, який дозволяє Симмонсу залишатися живим після смерті і також є його найкращою зброєю.
Повернувшись у світ живих, Сіммонс з жахом дізнається, що з часу його загибелі минуло п'ять років. Ванда вийшла заміж за його найкращого друга Террі, і вони живуть тим життям, про яке Ел завжди мріяв, включаючи його власну дочку Сайен. Дорогою Сіммонс зустрічає дивного клоуноподібного демона на ім'я Осквернитель, який намагається навести Спауна на шлях зла, а також загадкового старого на ім'я Когліостро, який теж виявляється Спауном і вчить Ела керувати своїми новими здібностями. Він також наставляє, що енергії в його костюмі не так вже й багато, так що користуватися цими здібностями слід дуже обережно, адже без костюма Сіммонс помре.
Ел дізнається, що Вінн за п'ять років став впливовою людиною, що потай торгує висококласною зброєю на світовому чорному ринку. Він також є основною метою Спауна, який не знає, що убивши Вінна, він тим самим активізує Армагеддон (Осквернитель обманом змусив Вінна пройти операцію з імплантації датчика в серці, який випускає по всьому світу небезпечний вірус при загибелі Вінна). Але Сіммонс вчасно зупиняється і витягує датчик з Вінна. Зрозумівши що його плани звалилися, Осквернитель перетворюється на величезного демона і люто б'ється зі Спауном. Потім він і Когліостро стрибають у пекло і зустрічають самого Мелболгію і його величезну армію Спауном. Після чергової битви з неслава, Симмонсу вдається знищити більшу частину армії і втекти разом з Когліостро. Але й там їх наздоганяє злісний демон-клоун. Під час спроби того відкусити Спауну голову (єдиний спосіб убити його), Сіммонс згадує настанови Когліостро і використовує здібності свого костюма і сам відрізає демону голову. Поки його тіло плавиться, голова осквернителями повертається в пекло, втративши свою репутацію.
Завдяки кмітливості Террі, в газети потрапляють докази про план Вінна, якого відвозять до в'язниці. Спаун розуміє, що Ел Сіммонс мертвий, і час дати спокій його дружині й дочці. Тепер він — Спаун, хранитель правосуддя.

## Головних ролях
- Майкл Джей Вайт — Ел Сіммонс / Спаун
- Джон Легуізамо — Клоун
- Мартін Шин — Джейсон Вінн
- Тереза Рендл — Ванда Блейк
- Нікол Вільямсон — Когліостро
- Данієль Суіні — Террі Фіцджералд
- Мелінда Кларк — Джессіка Пріст
- Френк Велкер — Мелболгія (голос)
- Тодд Макфарлейн — безхатько

## Саундтрек
1. «(Can't You) Trip Like I Do» — Filter[en] і The Crystal Method
2. «Long Hard Road Out of Hell» — Marilyn Manson і Sneaker Pimps
3. «Satan» — Orbital (Metallica)
4. «Kick the P.A.» — Korn і The Dust Brothers
5. «Tiny Rubberband» — Butthole Surfers і Moby
6. «For Whom the Bell Tolls (The Irony of it All)» — Metallica і DJ Spooky
7. «Torn Apart» — Stabbing Westward
8. «Skin Up Pin Up» — Mansun і 808 State
9. «One Man Army» — The Prodigy (Rage Against the Machine)
10. «Spawn Again» — Silverchair
11. «T-4 Strain» — Goldie[en]
12. «Familiar» — Incubus і DJ Greyboy
13. «No Remorse (I Wanna Die)» — Slayer і Atari Teenage Riot
14. «Raped In Their Sleep» — LeaF і The Unwanted Lovers

## Цікаві факти
- Спочатку передбачалося, що постановником стрічки стане Тім Бертон.
- Кличка собаки Спаз дана на честь постановника спецефектів Стіва «Спаз» Вільямса.